# Heitsi-Eibib
Heitsi-Ebib je bog prednik in bog plodnosti pri Hotentotih v južni Afriki
Heitsi-Ebib je plemenski junak in goščavski duh, ki zagotavlja lovsko srečo in dober ulov. Kot bog plodnosti sam večkrat umre in ponovno oživi. Slavijo ga ob kamenih gomilah, ki prestavljajo njegov grob.